# Eunemobius melodius
Eunemobius melodius är en insektsart som först beskrevs av Thomas, E.S. och R.D. Alexander 1957.  Eunemobius melodius ingår i släktet Eunemobius och familjen syrsor. Inga underarter finns listade i Catalogue of Life.